# 斯捷潘尼夫卡 (扎波罗热州)
47°37′1″N 36°23′11″E / 47.61694°N 36.38639°E
斯捷潘尼夫卡（烏克蘭語：Степанівка）是位於烏克蘭東南部的村莊，由扎波羅熱州波洛希區的胡利亚伊波莱市镇負責管轄。該村面積1.02平方公里，海拔高度110米，2001年人口75，人口密度每平方公里73.5人。